# Đa Minh Cẩm
Đa Minh Cẩm (1810-1859) là một linh mục thuộc Dòng Đa Minh, được Giáo hội Công giáo Rôma tôn phong Hiển Thánh vào năm 1988.
Ông sinh năm 1810 tại làng Cẩm Giàng (hay Cẩm Chương), xứ Kẻ Roi (nay là giáo xứ Xuân Hòa, xã Đại Xuân, thị xã Quế Võ, tỉnh Bắc Ninh, Giáo phận Bắc Ninh). Về sau, ông theo gia đình về quê mẹ ở xứ Lai Tê. Sau thời gian ở chủng viện, ông được Giám mục Joseph Sanjurjo cử về giúp xứ Trần Xá. Sau đó, thụ phong linh mục ở làng Cao Xá.
Năm 1848, Tòa thánh chia Địa phận Đông Đàng Ngoài thành Địa phận Đông và Địa phận Trung. Ông phục vụ Địa phận Trung. 
Đầu năm 1859, khi đang mục vụ ở giáo họ Hà Lan (Hà Lạng), ông bị tố cáo với quan. Ngày 21 tháng 1 năm 1859, ông bị bắt giải về Hưng Yên. Trước tòa, ông tự nhận là đạo trưởng và chấp nhận mọi hình phạt, roi đòn nhưng không chấp nhận việc chà đạp Thánh giá. Trong tù, ông đã cảm hóa được cai tù và lính gác nên các tín hữu có thể dễ dàng vào thăm. Nhờ đó, ông có thể liên lạc với Giám mục địa phận Trung Valentino Vinh. Quan quân còn tìm cách giúp ông vượt ngục nhưng ông từ chối.
Án lệnh chém đầu được thi hành vào ngày 11 tháng 3 năm 1859 tại pháp trường Ba Tòa, Hưng Yên. Thi hài của ông được an táng tại giáo xứ Lai Tê (nay thuộc Giáo phận Bắc Ninh).